# Edward Burnett Tylor

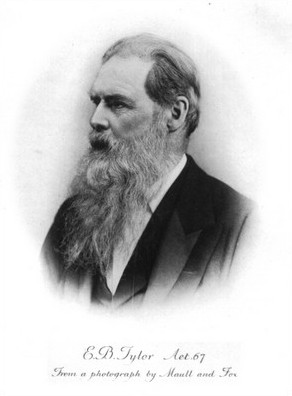
Sir Edward Burnett Tylor

Edward Burnett Tylor (Camberwell, 2 oktober 1832 – 2 januari 1917) was een Engelse antropoloog. Hij hield zich met name bezig met culturele en sociale evolutie.
Tylor baseerde zich bij zijn antropologische studies op de evolutieleer van Charles Darwin. Hij geloofde in een universeel functioneel fundament voor de ontwikkeling van samenlevingen en religie.
Tylor herintroduceerde de term animisme, wat hij zag als de eerste stap in de ontwikkeling van religies. Daarnaast introduceerde hij de term survival(s), waarmee hij verouderde elementen uit een vroegere samenleving aanduidde die overleven in een bestaande andere samenleving. Critici verklaarden dat hij wel de term introduceerde, maar niet verklaarde waarom dergelijke 'survivals' overleefden in een andere samenleving.

## Academisch
Tylor was achtreenvolgens lector, reader (1884-1895) en hoogleraar (1895-1909) antropologie aan de Universiteit van Oxford. Daarna werd hij emeritus. Hij werd gekozen tot Fellow of the Royal Society in 1871 en geridderd in 1912, waarna hij zich sir mocht laten noemen. 